# Lijst van burgemeesters van Zevenaar
Dit is een lijst van burgemeesters van de Nederlandse gemeente Zevenaar in de provincie Gelderland.
| Ambtsperiode | Naam burgemeester                                                          | Partij of stroming | Bijzonderheden                                                                   |
| ------------ | -------------------------------------------------------------------------- | ------------------ | -------------------------------------------------------------------------------- |
| 1799 - 1817  | Gotthold F.L. Bötticher (ca.1776-1859)                                     |                    |                                                                                  |
| 1818 - 1832  | L.A.H. Frowein                                                             |                    |                                                                                  |
| 1832 - 1837  | jhr. Jacob Lambert Wilhelm Carl von Weiler                                 |                    |                                                                                  |
| 1838 - 1844  | Dr. L.F. Vermeer                                                           |                    |                                                                                  |
| 1844 - 1870  | Jhr. C.E.J.F. van Nispen tot Pannerden                                     |                    |                                                                                  |
| 1871 - 1906  | Frederik Joseph Henri baron van Voorst tot Voorst                          |                    |                                                                                  |
| 1906 - 1908  | Adolphus Ludovicus Wilhelmus baron van Hugenpoth tot Aerdt                 |                    | vanaf 1908 onder curatele                                                        |
| 1908 - 1920  | Ludovicus Franciscus Cornelius Hubertus Michaël ridder de van der Schueren |                    |                                                                                  |
| 1920 - 1946  | Jhr. A.E.M. van Nispen tot Pannerden                                       |                    | was burgemeester van Didam, kleinzoon van jhr. C.E.J.F. van Nispen tot Pannerden |
| 1946 - 1975  | F.W.J. van Gent                                                            |                    |                                                                                  |
| 1976 - 1987  | A.P.J. van Bastelaar                                                       | KVP / CDA          |                                                                                  |
| 1988 - 2001  | R.P.H. Oudenhoven                                                          | CDA                |                                                                                  |
| 2001 - 2016  | J.A. de Ruiter                                                             | PvdA               | deels waarnemend                                                                 |
| 2016 - 2017  | J.M. Staatsen                                                              | VVD                | waarnemend                                                                       |
| 2018 - 2018  | Ella Schadd-de Boer                                                        | PvdA               | waarnemend                                                                       |
| 2018 - heden | L.J.E.M. van Riswijk                                                       | CDA                |                                                                                  |